# Pařížský autosalon

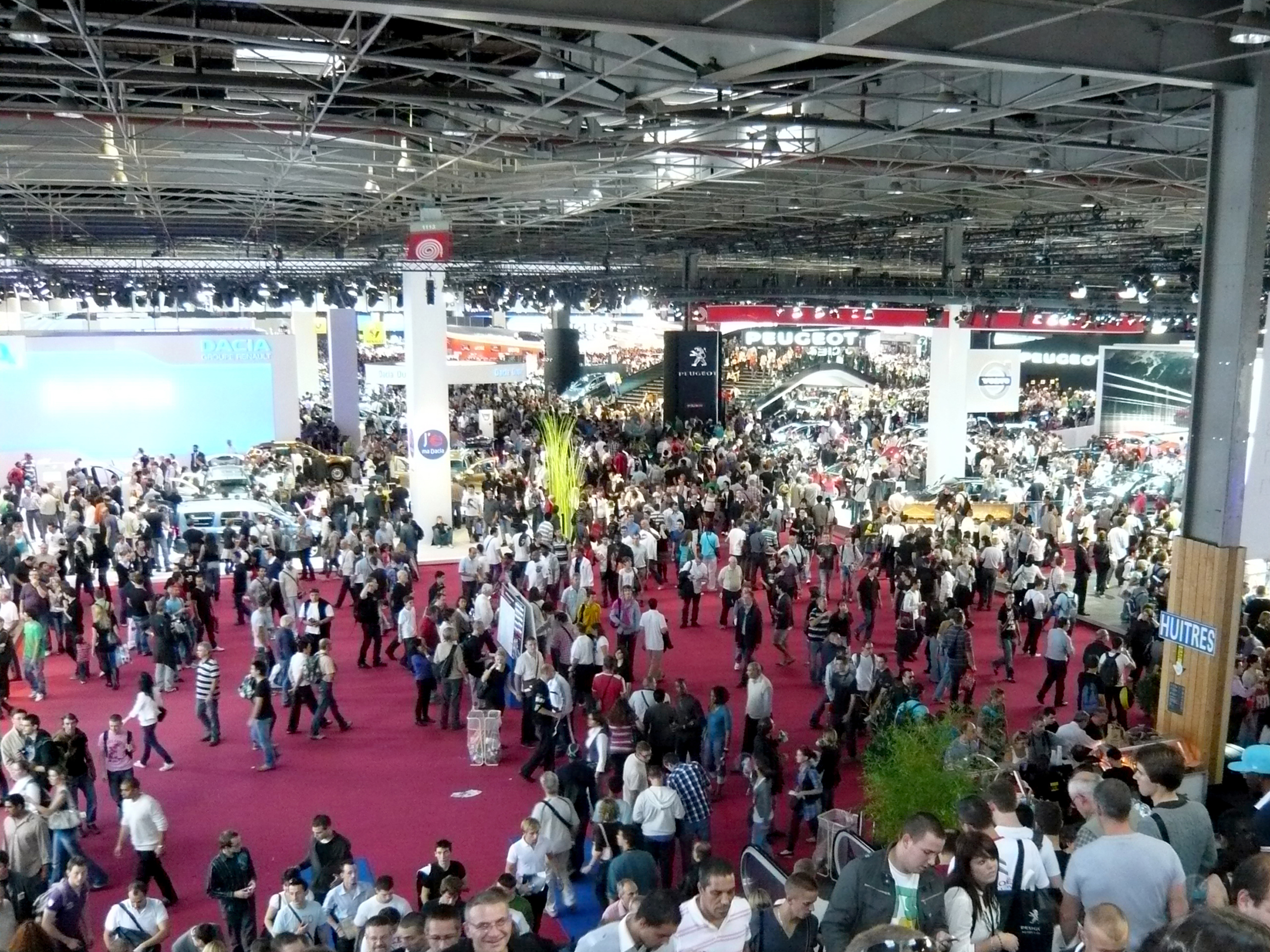
Návštěvníci na autosalonu (2010)

Mondial de l'automobile de Paris (česky Světová výstava automobilů v Paříži), známý též jako Pařížský autosalon je mezinárodní autosalon, který se koná každé dva roky okolo září v Paříži.

## Historie
První výstava se konala z podnětu Francouzského automobilového klubu (Automobile Club de France) v roce 1898 v Jardin des Tuileries. Vystavené automobily musely nejprve ujet trasu Paříž-Versailles a zpět, aby prokázaly, že jsou schopny jízdy. Bylo vystaveno 232 modelů, které si prohlédlo 140 000 návštěvníků.
V roce 1901 se výstava přesunula do Grand Palais. Kromě aut zde byly vystavovány i jízdní kola, lodě a letadla. Výstava se nekonala v letech 1914-1918 kvůli první světové válce.
Do roku 1976 se výstava konala každoročně, od té doby se organizuje jen jednou za dva roky. Zvyšující se počet vystavovaných modelů i návštěvníků vedl k tomu, že se od roku 1962 autosalon přesunul na výstaviště Parc des expositions de la porte de Versailles, kde se výstava koná v osmi halách.
V roce 1988 se název změnil ze Salon de l'automobile na současný Mondial de l'automobile.

## Statistika
V roce 2002 bylo vystaveno 559 značek z celého světa. V roce 2004 navštívilo autosalón rekordních 1 461 000 návštěvníků, v roce 2008 jich bylo 1 432 972. V roce 2010 přišlo 1 263 467 osob.